# دانشکده پزشکی سبزوار
دانشکده پزشکی دانشگاه علوم پزشکی سبزوار یکی از دانشکده‌های پزشکی ایران وابسته به دانشگاه علوم پزشکی سبزوار در سبزوار است. این دانشکده در سال ۱۳۸۷ بنیانگذاری شد و دارای ۴ بیمارستان آموزشی است.

## تاریخچه
دانشکده پزشکی سبزوار در سال ۱۳۸۷ بنیانگذاری شد. هم‌اکنون ریاست این دانشکده را امید غلامی برعهده دارد.